# دونالد داکت
دونالد داکت (انگلیسی: Donald Duckett؛ 1894 – ۱۹۷۰ (۷۵−۷۶ سال)) بازیکن فوتبال اهل بریتانیا بود.
از باشگاه‌هایی که در آن بازی کرده‌است می‌توان به باشگاه فوتبال برافورد پارک آونیو و باشگاه فوتبال برادفورد سیتی اشاره کرد.